# 聖心大學
聖心大學（Sacred Heart University）是位於美國康涅狄格州費爾菲爾德的一所羅馬天主教大學。

## 历史
由布里奇波特主教沃爾特·W·柯蒂斯創立於1963年。它是新英格蘭僅次於波士頓學院的第二大天主教大學。